# Koki Mizuno
Koki Mizuno (Prefectura de Shizuoka, Japó, 6 de setembre de 1985) és un futbolista japonès.

## Selecció japonesa
Koki Mizuno va disputar 4 partits amb la selecció japonesa.